# Argophyllum ellipticum
Argophyllum ellipticum är en tvåhjärtbladig växtart som beskrevs av Jacques-Julien Houtou de La Billardière. Argophyllum ellipticum ingår i släktet Argophyllum och familjen Argophyllaceae. Inga underarter finns listade i Catalogue of Life.